# Vedaerne
Vedaerne (fra sanskrit वेद veda "viden") er de ældste religiøse skrifter fra Indien. De er de primære levn fra Vedisk religion. Teksterne er helligskrifter i hinduismen.
Normalt betegner ordet veda hvert af de fire veda-samhitas: 
- Rigveda)
- Samaveda
- Yajurveda og
- Atharvaveda.

De består primært af hymner, der priser guder, og magiske formler (mantraer). De ældste dele,  særligt af Ṛigveda, stammer fra ca. 1400 f.Kr. Vedaerne er skrevet på vedisk, en ældre form af det klassiske indiske skriftsprog sanskrit.
I Indien bruges begrebet vedaerne ofte i en udvidet betydning og medtager senere skrifter som Brahmanaerne, Upanishaderne og Sutraerne.